# Relações entre Espanha e Portugal
As relações entre Espanha e Portugal, relações luso-hispânicas ou relações ibéricas são as relações diplomáticas estabelecidas entre o Reino de Espanha e a República Portuguesa.

## História

### Século XVI-XVII: União Ibérica
Durante a União Ibérica (1580–1640), Portugal e Espanha partilharam uma mesma Coroa sob o domínio dos Habsburgos, mantendo, no entanto, as suas estruturas administrativas, legais e coloniais separadas. Este período permitiu a Portugal usufruir de uma maior proteção militar contra inimigos comuns, como os corsários holandeses e ingleses, e beneficiou, em certa medida, da projeção internacional da monarquia hispânica, facilitando a circulação comercial e diplomática em várias regiões do mundo.
Nos primeiros anos da união, o reino português conservou grande parte da sua autonomia e a presença portuguesa nas rotas comerciais globais manteve-se significativa. Antes da centralização imposta por Olivares, a integração foi, em certos aspetos, pacífica e até vantajosa no plano geoestratégico. 
Foi apenas com as tentativas de uniformização administrativa e fiscal lideradas pelo Conde-Duque que começaram a surgir tensões mais evidentes, conduzindo ao descontentamento que culminaria com a Restauração da independência em 1640.

### Século XVIII
O desenvolvimento de uma maior união e amizade com o reino de Portugal foi uma ideia recorrente durante o século XVIII por parte dos pensadores espanhóis como Carvajal, Ensenada, Campomanes e Floridablanca. No entanto, em 1762 ocorreu o conflito luso-hispânico, que enfrentou a ambos os Estados.

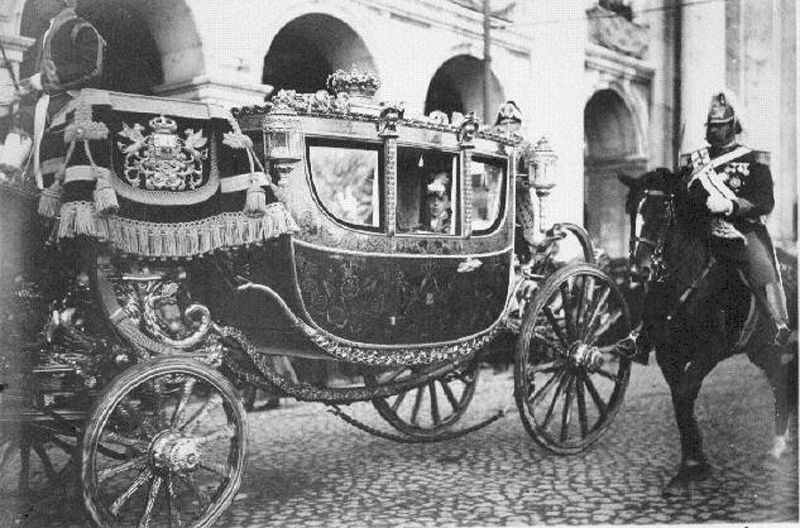
Visita de Afonso XIII a Portugal, em 1903.

### Século XIX
Em meados do século XIX surge o movimento iberista, promovido por figuras importantes como Sinibaldo de Mas, que, através do seu livro La Iberia: Memoria Sobre las Ventajas de la Unión de Portugal y España, lançou as bases do iberismo.
A crise de 1890, ocorrida em Portugal, favoreceu no país a ideia já existente de uma «aliança preferencial» com Espanha, no entanto, não teve o desenvolvimento necessário após o fracasso das propostas iberistas durante o Sexénio Revolucionário e a Primeira República — período em que se definiu um nacionalismo português ultramarino, colonial e africano.

### Século XX

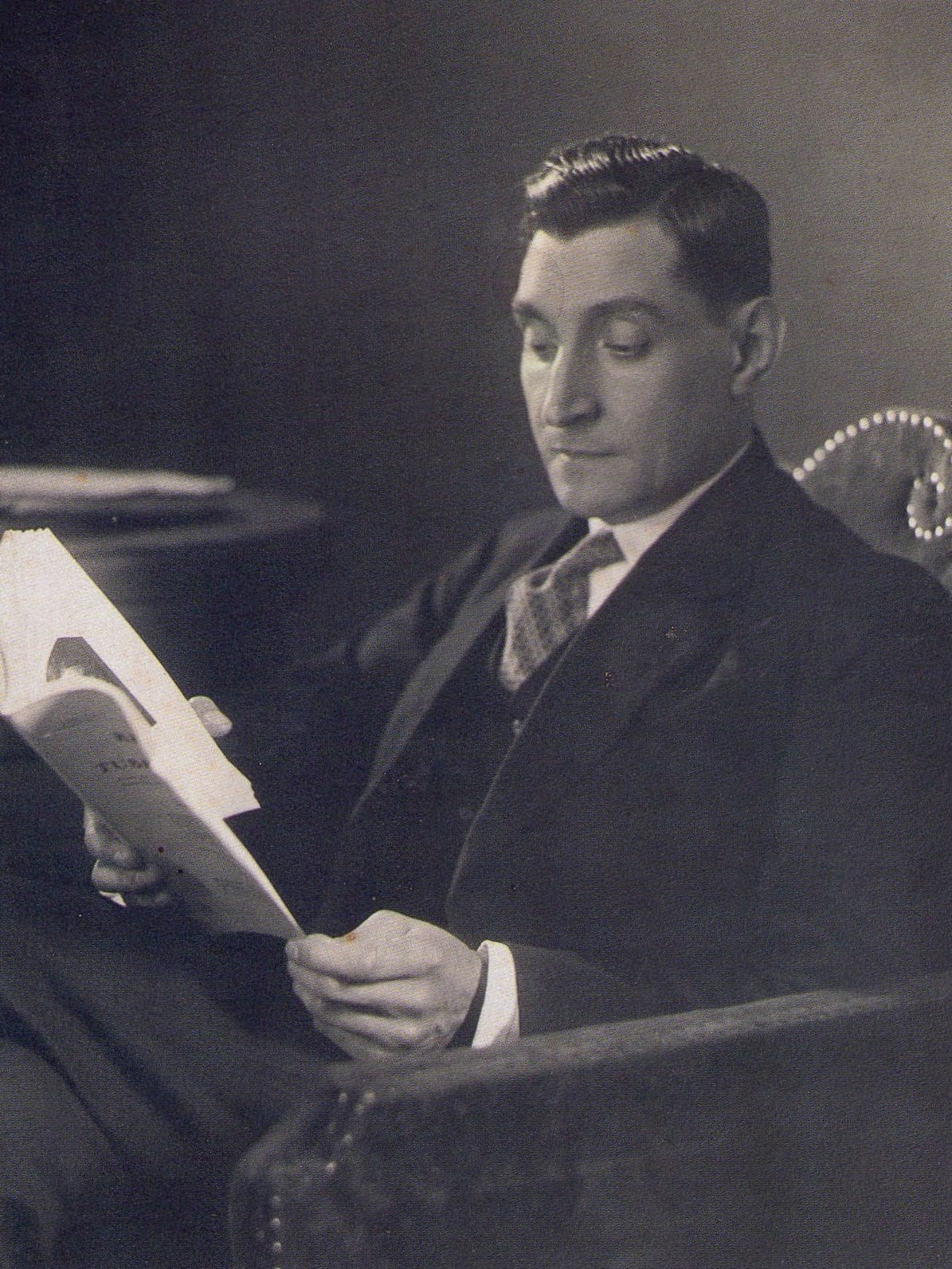
António de Oliveira Salazar: as ditaduras de Salazar e Franco dominaram boa parte da história de ambos os Estados, no século XX.

Desde a Implantação da República em Portugal até a ditadura de Primo de Rivera em Espanha, que suavizou parcialmente as relações bilaterais ao encontrar sinergias ideológicas com o regime Português, as ditas relações ibéricas se tornaram complicadas.
Durante a Guerra Civil Espanhola, Salazar apoiou desde o início a sublevação nacional de 1936, motivado pela oportunidade de acabar com «as influências revolucionárias» da Segunda República Espanhola, e através de suas fronteiras prestou apoio aos sublevados. Em 17 de abril de 1939, Franco e Salazar assinaram em Lisboa o chamado Pacto Ibérico, um Tratado de Amizade e Não Agressão. Durante a primeira parte da Segunda Guerra Mundial, as relações bilaterais se agravaram devido aos interesses moderadamente divergentes de ambos os Estados no conflito, conforme a afinidade de Portugal com a Inglaterra, chegando a um estado de quase-existência destes, durante o ano de 1941. Um ano depois, em 1942, uma reunião entre Franco e Salazar que foi celebrada em Sevilha em fevereiro de 1942, serviu para aproximar as posições de ambos os países, que em dezembro do mesmo ano anunciaram a proclamação do Bloco Ibérico.
O Governo espanhol se manifestou contra a adesão de Portugal (membro fundador) à Organização do Tratado do Atlântico Norte em várias ocasiões. Até 1949, as relações entre Espanha e Portugal podiam ser consideradas boas. Em 1956, foi produzida uma discordância entre ambos os Estados após o estabelecimento de relações diplomáticas por parte da Espanha com a Índia, que estaria relacionada a uma divergência de interesses sobre a questão das colónias; a Espanha tinha mais probabilidade que Portugal, de um modo geral, em relação às posições anticolonialistas.

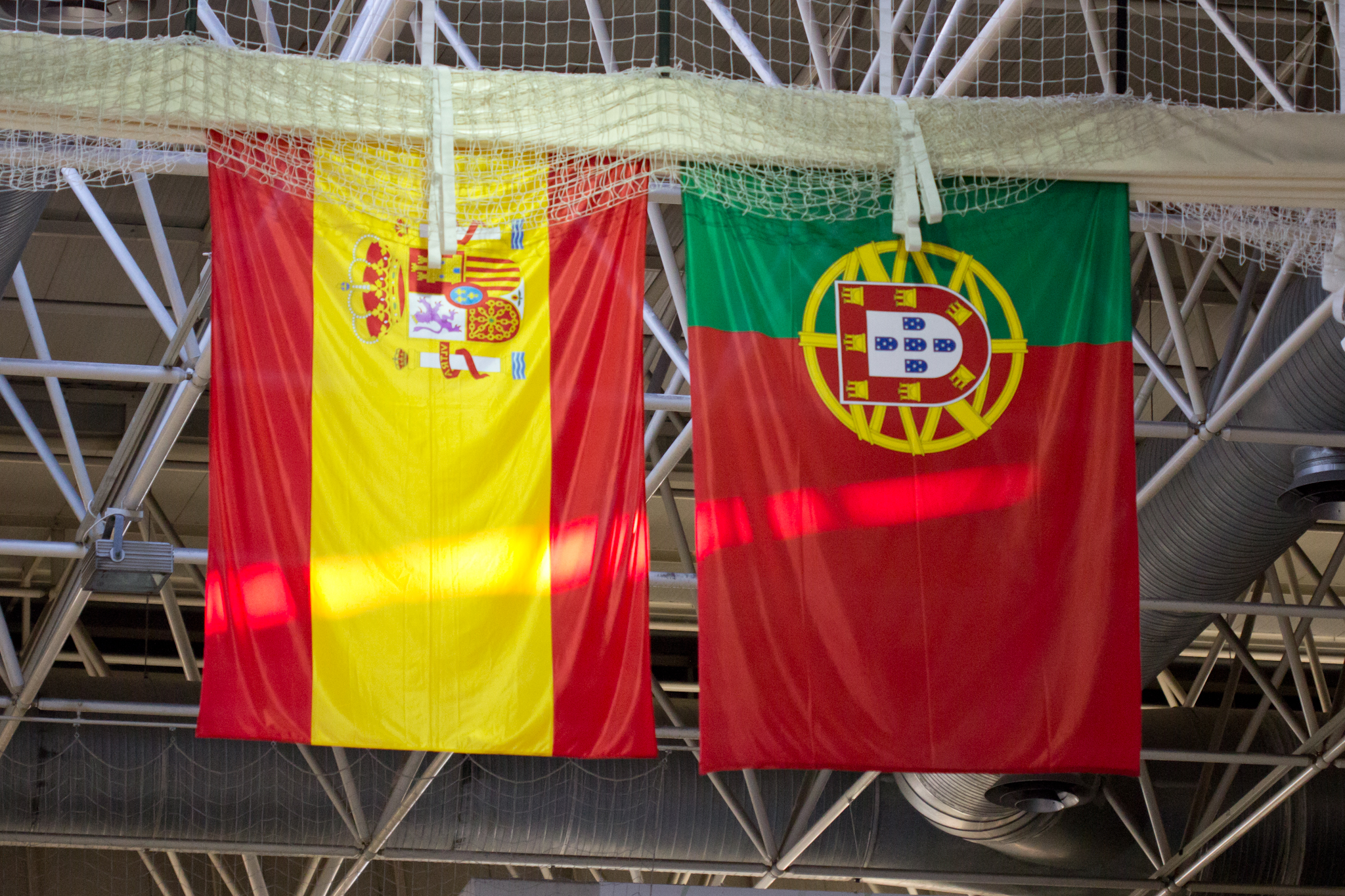
Bandeiras de Espanha e Portugal durante uma partida amigável de voleibol.

Se considera «incontestável» que a queda do regime salazarista em 1974 influenciou na facilitação do processo espanhol produzido após a morte de Franco. No entanto vale destacar que o novo regime Português tentou evitar o aparecimento de tentar mover a revolução à Espanha, adoptando uma postura de cautela ante aos acontecimentos.
A partir de então, ambos os países realizaram um caminho comum rumo à integração europeia. Também vale ressaltar sobre a normalização das relações, após a entrada da Espanha à OTAN em 1983 (organização que Portugal já pertencia), ou sobre a regularização das cúpulas luso-hispânicas. Em 1 de janeiro de 1986, ambos os países aderiram à Comunidade Económica Europeia.

## Relações económicas

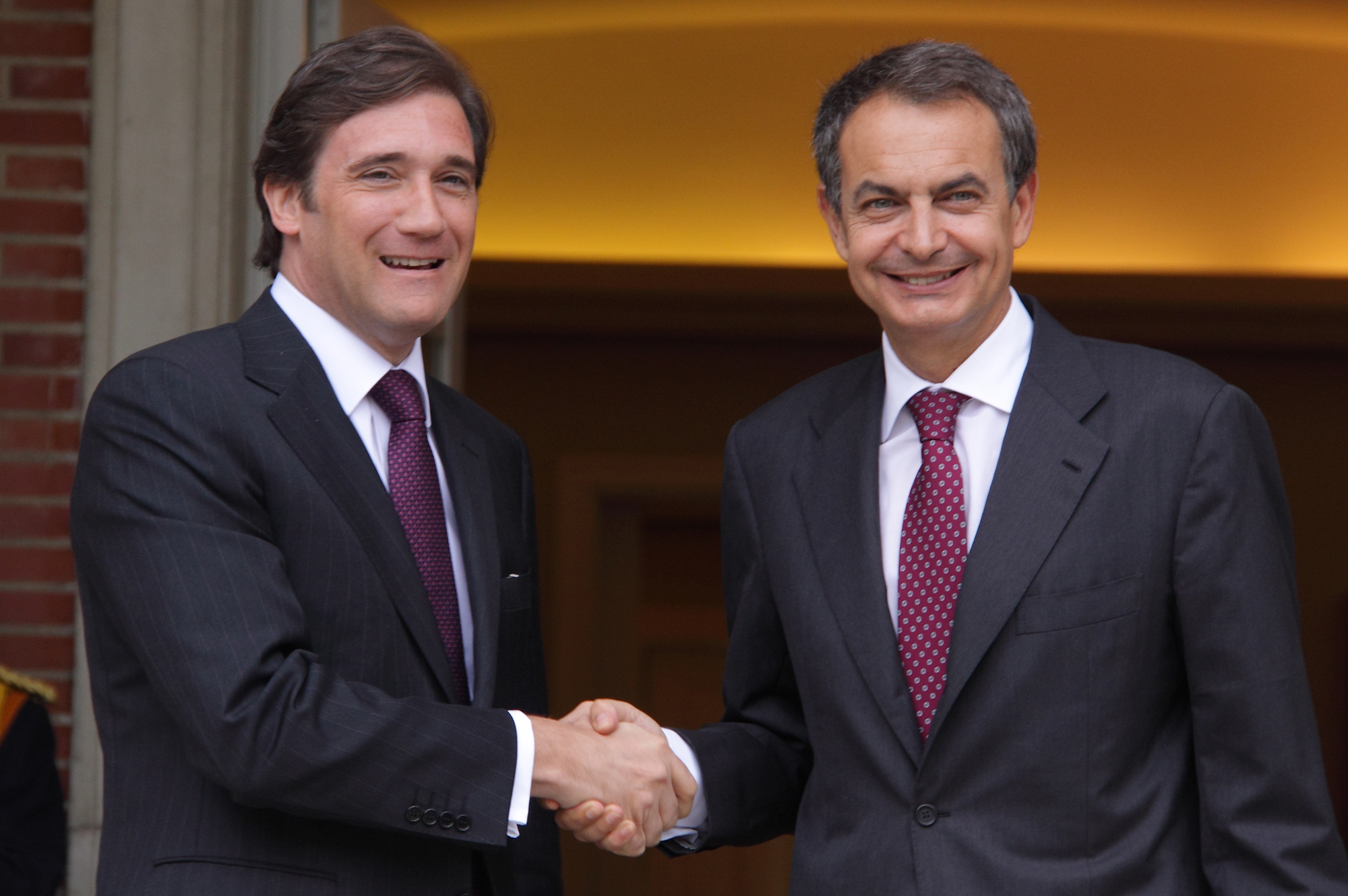
Pedro Passos Coelho com o antigo primeiro-ministro espanhol José Luis Rodríguez Zapatero.

A Espanha é o país que mais faz importações de Portugal e é também seu segundo cliente (depois da Alemanha), enquanto Portugal é o terceiro maior destino das exportações de Espanha, apenas atrás da França e da Alemanha.

## Disputas territoriais

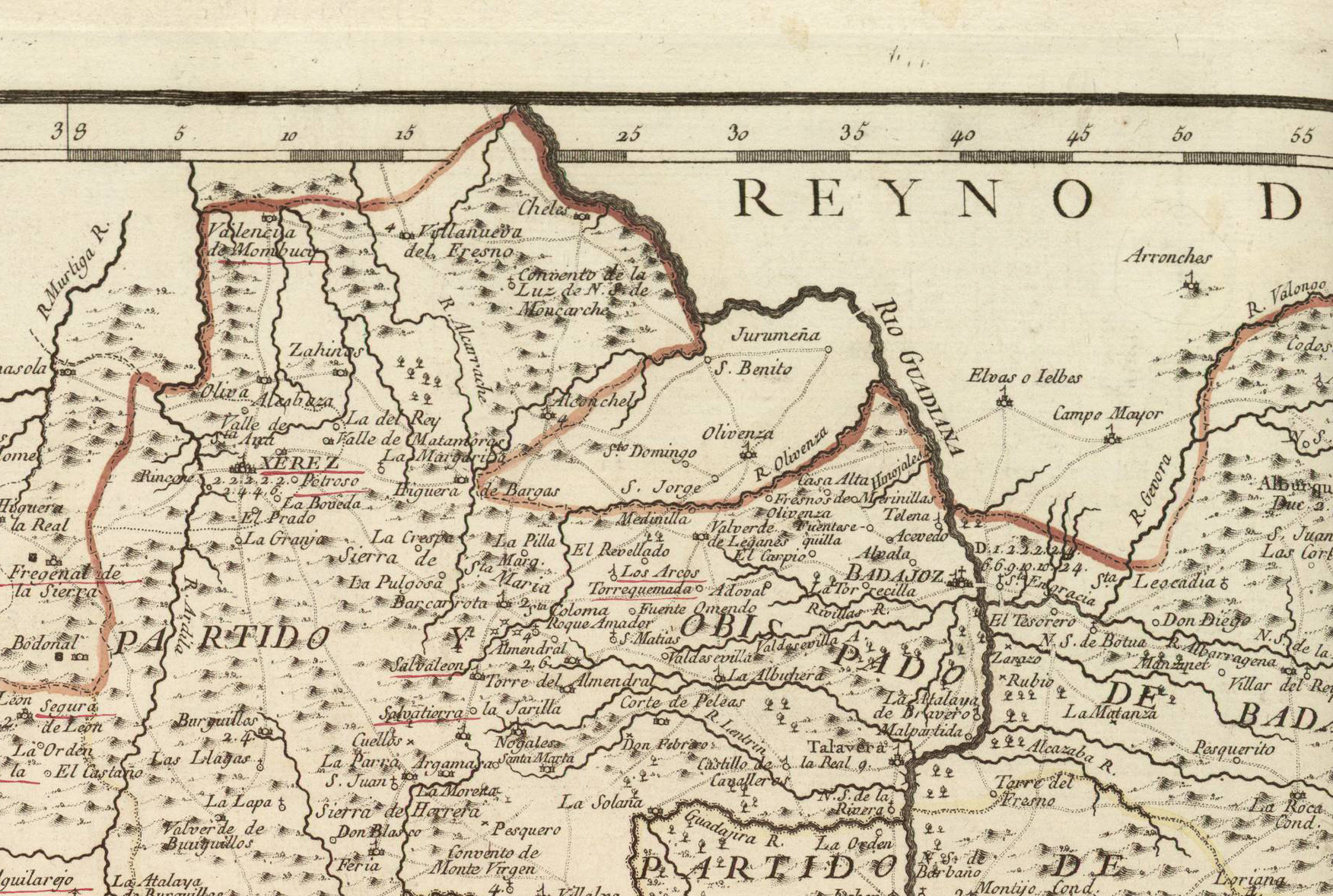
Situação de Olivença e do Reino de Portugal sobre a província de Estremadura, em 1766.

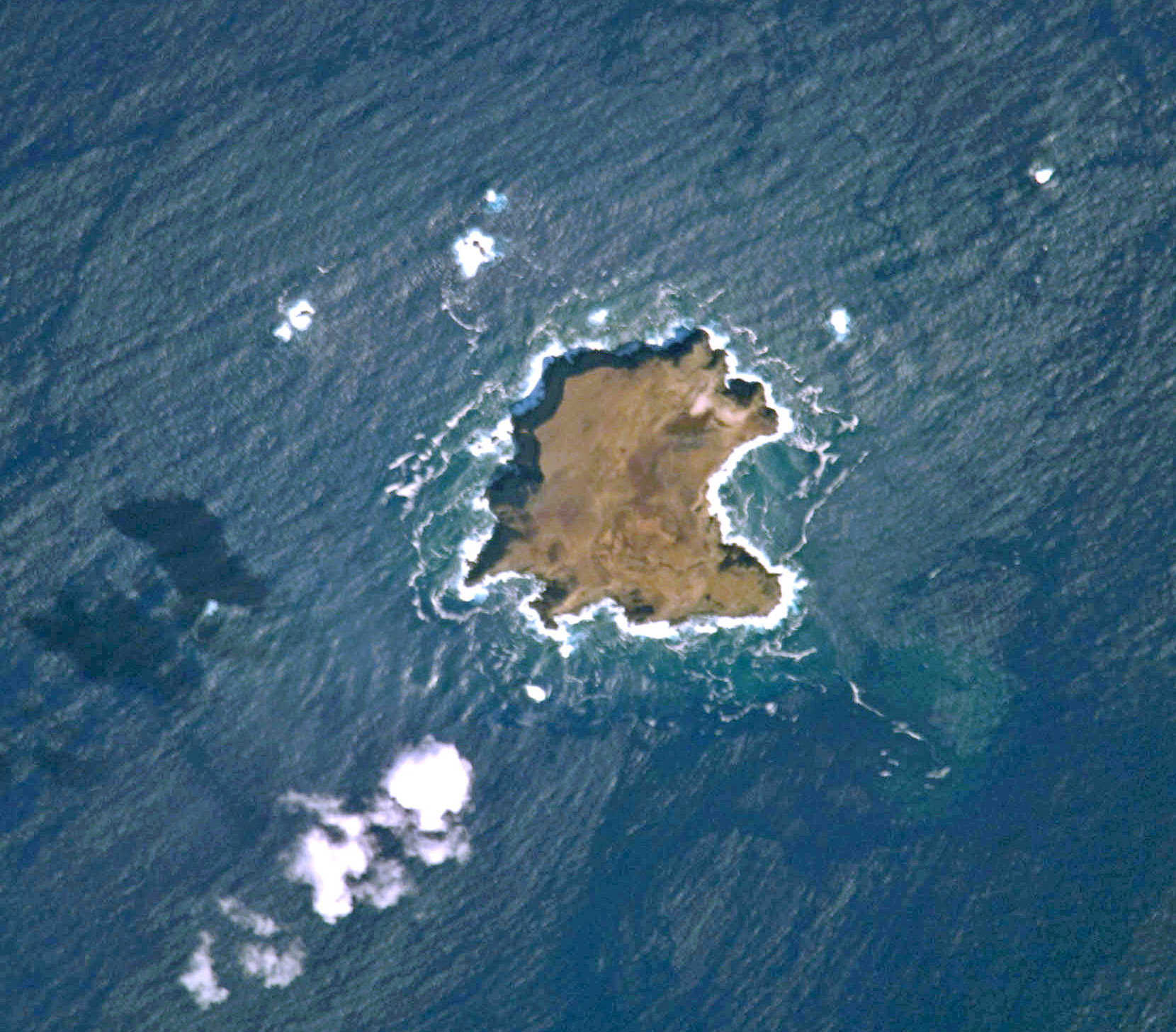
Fotografia por satélite da ilha Selvagem Grande.

### Olivença
Portugal tem defendido que o território de Olivença —um território situado na margem oriental do rio Guadiana, que deixou de pertencer de facto a Portugal, em 1801— é um território português reivindicado de jure, mas de facto espanhol. O direito do Estado Espanhol sobre Olivença tem sido defendido por este último, com os termos do Tratado de Badajoz de 1801, cujo prazo de validade Portugal tem desafiado, com base na natureza do contexto em que assinou esse tratado, e também pelos termos do Tratado de Paris de 1814. No entanto, esta questão já não é tratada por Portugal nas relações bilaterais entre ambos os países, sendo descrita em 1999 como sem «actualidade diplomática» pelo embaixador português em Espanha.

### Ilhas Selvagens
Houve uma disputa territorial, relativa às Ilhas Selvagens —as pequenas ilhas de soberania portuguesa que possui um farol automático— sobre a questão da aplicação do artigo 121.º pela Convenção das Nações Unidas sobre o Direito do Mar no traçado de linha que delimita a zona económica exclusiva de ambos os países entre as Ilhas Canárias e a Região Autónoma da Madeira.

## Iberismo
O iberismo refere-se a um movimento sociocultural que defende a melhoria e o aprofundamento das relações entre ambos os Estados no âmbito da União Europeia, podendo culminar, em última instância, numa integração política. Além disso, no contexto ibero-americano, ambos os países podem conceder a dupla nacionalidade a espanhóis e portugueses sem que tenham de renunciar à sua nacionalidade de origem.
A principal organização do movimento iberista é a Sociedade Iberista, que está presente tanto em Portugal como em Espanha.

## Missões diplomáticas
- Espanha tem uma embaixada em Lisboa e um consulado-geral no Porto[32]
- Portugal tem uma embaixada em Madrid e consulados-gerais em Barcelona e Sevilha e um vice-consulado em Vigo.[33]

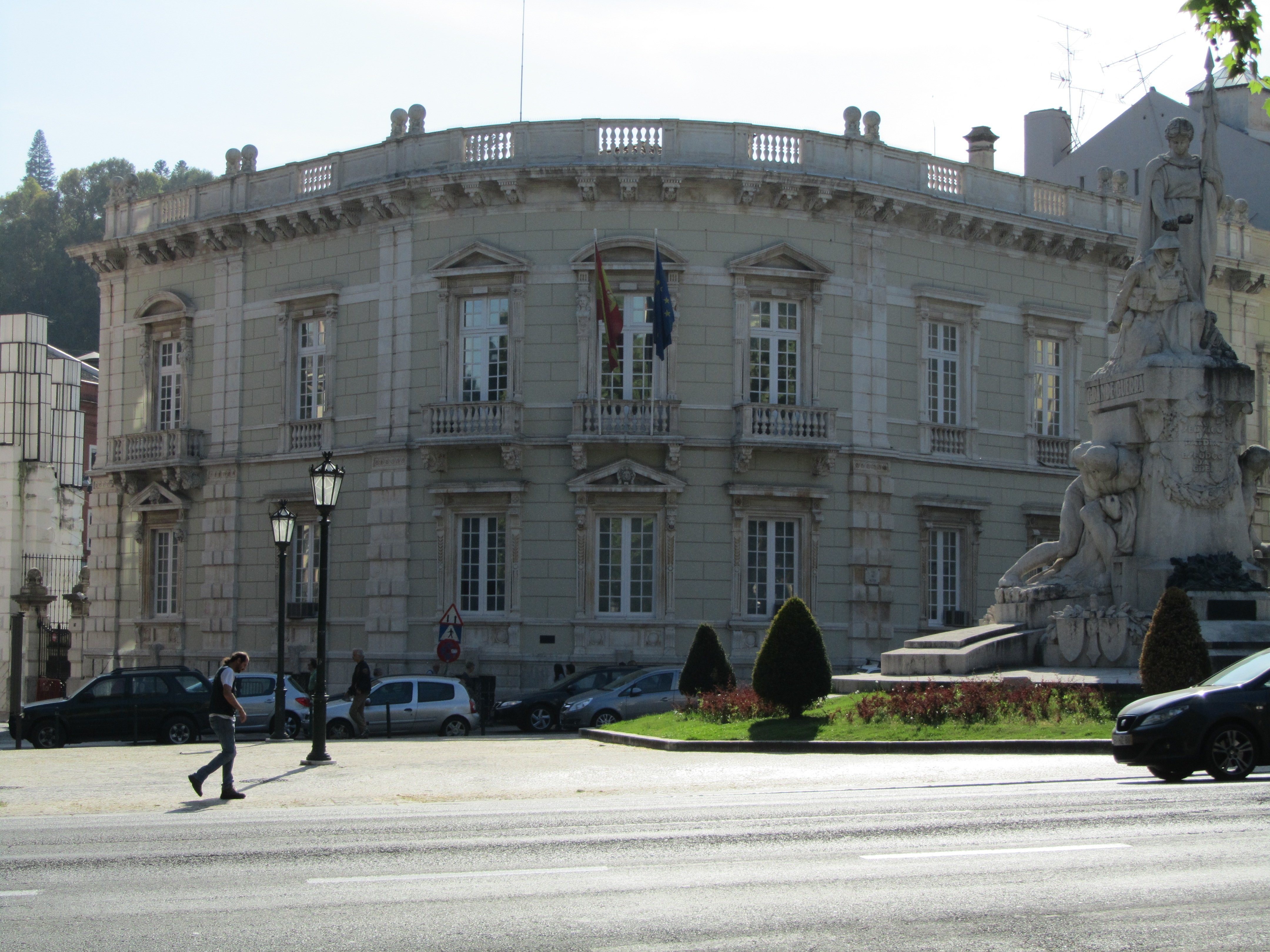
Embaixada do Espanha em Lisboa
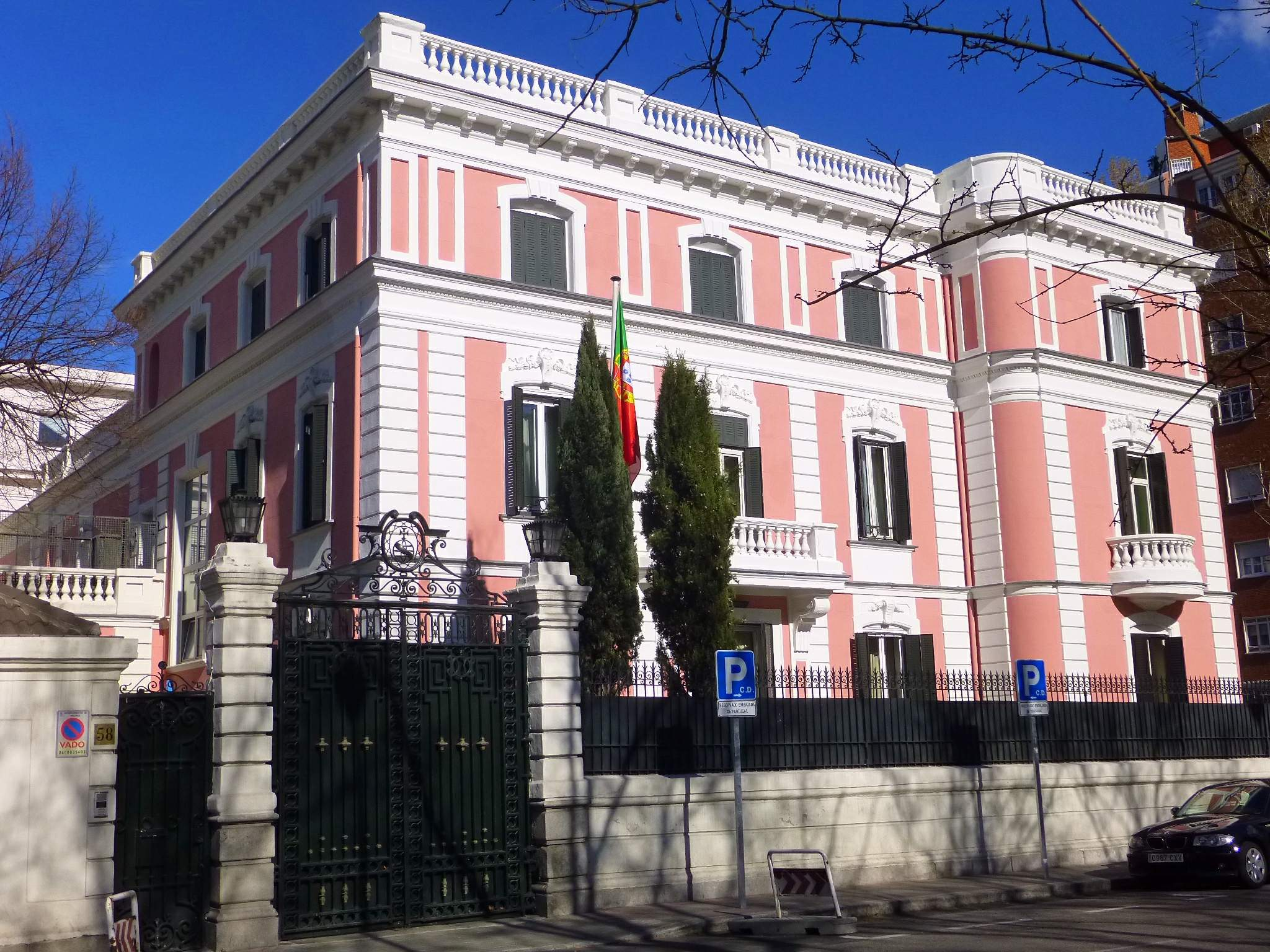
Embaixada do Portugal em Madrid
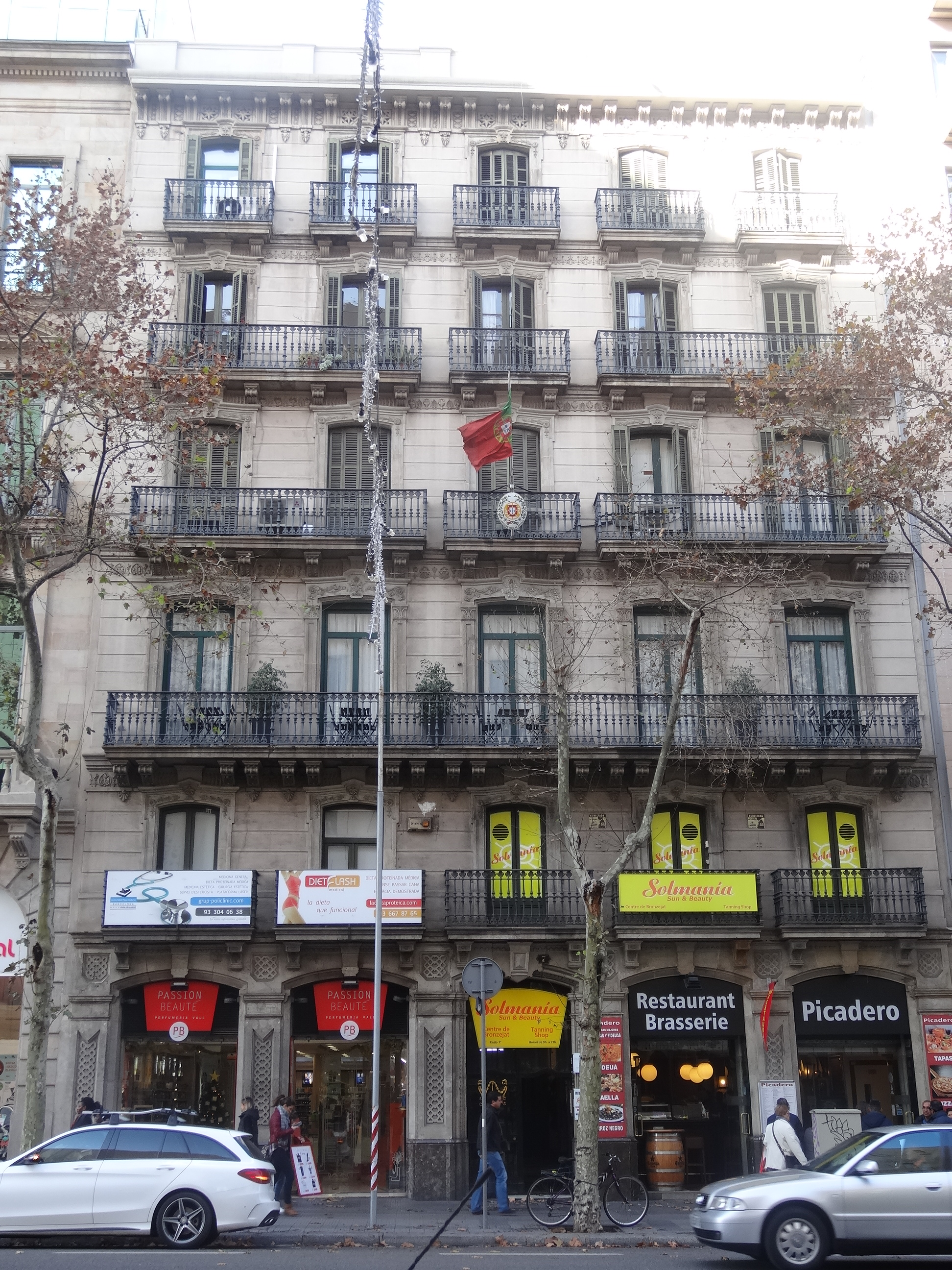
Consulado-Geral do Portugal em Barcelona